# Storgatan, Luleå

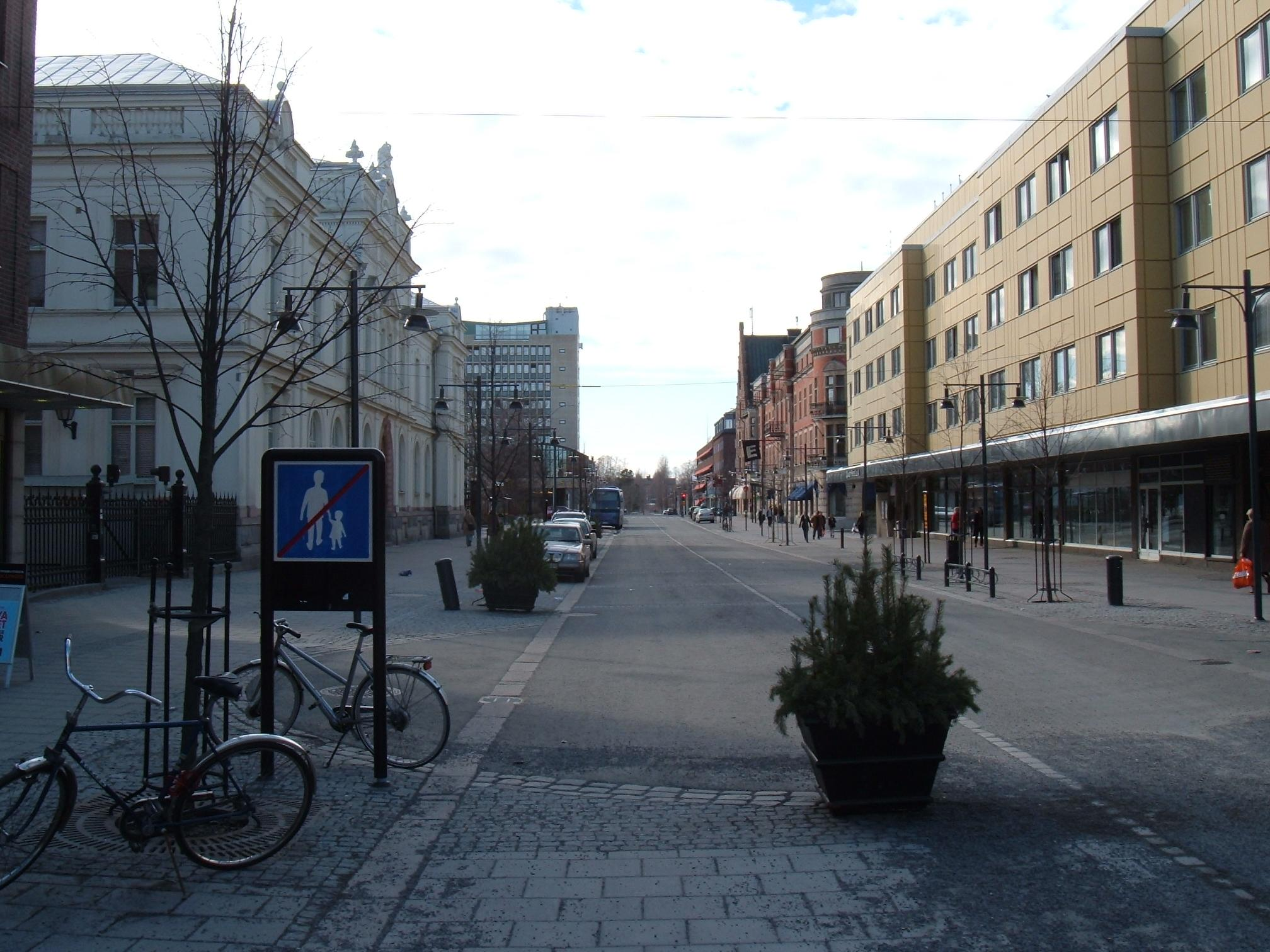
Storgatan i Luleå.

Storgatan i Luleå är en av huvudgatorna i staden. Stora delar av gatan är gågata och det viktigaste butiksstråket i stadens centrum. Gatan sträcker sig genom stora delar av centrala Luleå, från Residensgatan, genom Gymnasiebyn, förbi Stadshuset och stadsparken genom affärskvarteren (bland annat köpcentrumet Shopping) bort till Luleå centralstation.
Pjäsen Storgatan av författaren Staffan Westerberg handlar om livet på just denna gata i Luleå.